# Tamala Jones
Pour les articles homonymes, voir Jones.
Tamala Regina Jones est une actrice et productrice américaine née le 12 novembre 1974 à Pasadena, en Californie (États-Unis).

## Biographie
Tamala Jones est née à Pasadena, en Californie. Elle est la sœur cadette de Tracey Cherelle Jones et Craig Jones, et la sœur aînée de Bianca Pugh. Elle a commencé sa carrière comme mannequin pour des publicités dans les magazines et les publicités à la télévision. En 2006, elle se fait poser des implants mammaires. Tamala a alors dit ceci :
« Je suis très heureuse comme ça, ça ne me dérange pas et je ne sens pas que ce sont des faux. J'ai fait mon devoir et le spécialiste n'a rien raté. Je suis allé chez un docteur qui travaille sur les patients atteints de cancer du sein, et il sait grossir un sein, il a tellement bien fait son travail qu'on ne se rend pas compte que les seins sont faux. »
Néanmoins, Elle dit avoir regretté de s’être fait poser des implants mammaires aussi volumineux et se les fait enlever 10 ans plus tard.

## Filmographie

### Comme actrice
- 1995 : Le Prince de Bel-Air (The Fresh Prince Of Bel-air) : Tiffany
- 1995 : Le Patchwork de la vie (How to Make an American Quilt) : Anna's Great-Grandmother
- 1996 : Esprits rebelles (Dangerous Minds) (série télévisée) : Callie Timmons
- 1997 : Booty Call de Jeff Pollack : Nikki
- 1998 : Pour le meilleur... ? (For Your Love) (série télévisée) : Bobbi Seawright
- 1998 : Big Party (Can't Hardly Wait) : Cindi, Girlfriend #2
- 1999 : The Wood : Tanya
- 1999 : Flic de haut vol (Blue Streak) de Les Mayfield : Janiece
- 2000 : Next Friday : D'Wana
- 2000 : Little Richard (TV) : Lucille
- 2000 : Le Rap dans le sang (Turn It Up) : Kia
- 2000 : Comment tuer le chien de son voisin (How to Kill Your Neighbor's Dog) : Laura Leeton
- 2000 : Un homme à femmes (The Ladies Man) de Reginald Hudlin : Theresa
- 2001 : Cedric the Coach (TV)
- 2001 : Urgences : Joanie Robbins, la nièce de Peter Benton
- 2001 : Kingdom Come : Nadine
- 2001 : The Brothers : Sheila West
- 2001 : L'amour n'est qu'un jeu (Two Can Play That Game) : Tracey Johnson
- 2001 : En bout de ligne (On the Line) : Jackie
- 2002 : Couples (TV) : Julia
- 2003 : Président par accident (Head of State) : Lisa Clark
- 2003 : The Tracy Morgan Show (série télévisée) : Alicia Mitchell
- 2004 : Nora's Hair Salon : Clorie
- 2005 : Long Distance : Margaret Wright
- 2005 : Nadine in Date Land (TV) : Star
- 2006 : Confessions of a Call Girl : Tory
- 2006 : Ghost Whisperer - Saison 2, épisode 3 : Amy Wright
- 2006 : Les Experts : Miami (CSI : Miami) - Saison 5, épisode 9 : Katie Watson
- 2007 : Earl (My name is Earl) - Saison 2, épisode 16 : Liberty
- 2007 : Who's Your Caddy? de Don Michael Paul
- 2009 : In the Air : Karen Barnes
- 2009 - 2016 : Castle : Dr Lanie Parish (apparaît dans 143 des 173 épisodes)
- 2019 : Ce que veulent les hommes (What Men Want) de Adam Shankman :  Mari
- 2019 : Los Angeles : Bad Girls : Katherine Vaughn Miller (la demi-sœur de Syd) (S1)
- 2020, 2022-2023 : 9-1-1: Lone Star : Sarina Washington
- 2024 : Ordinary Angels : Rose

### Comme productrice
- 2004 : Nora's Hair Salon